# Saudi-Arabien ved sommer-OL 2012
Saudiarabien deltog ved Sommer-OL 2012 i London som blev arrangeret i perioden 27. juli til 12. august 2012.

## Medaljer
| 2012 London  | Guld | Sølv | Bronze | Total |
| Saudiarabien | 0    | 0    | 1      | 1     |